# Ministerio de Finanzas de Letonia
El Ministerio de Finanzas de Letonia (en letón: Latvijas Republikas Finanšu ministrija) es la institución administrativa estatal de Letonia, reguladora al sector financiero. Sus tareas principales son el desarrollo, organización y coordinación de la política financiera y realizar otras funciones legales de regulación externa. El Ministerio de Finanzas a nivel político está liderado por el ministro de Hacienda. Durante el primer gobierno provisional de Letonia fue ministro de Finanzas Karl Puriņš (1918-1919). El ministro de finanzas desde 2019 es Jānis Reirs.
El Ministerio de Finanzas de Letonia se estableció el 19 de noviembre de 1918, cuando el Consejo de la Gente aprobó dar poderes al Gobierno Provisional de Letonia.

## Edificio
El edificio del Ministerio de Finanzas se encuentra en Riga, en la calle Smilšu 1. Se promovió un concurso de diseño el 1936, el primer lugar fue ganado por el arquitecto Aleksandrs Klinklāvs a quien se confió el desarrollo y la gestión de proyecto final. Las obras duraron desde 1937 hasta 1940 cuando se inauguró el uso parcial del edificio el 9 de febrero de 1940. Las obras continuaron hasta el principio de la Segunda Guerra Mundial cuando tuvieron que ser suspendidas y no fueron realizadas totalmente en su original monumentalidad proyectada.